# Hyalinobatrachium uranoscopum
Vitreorana uranoscopa là một loài ếch trong họ Centrolenidae.
Nó được tìm thấy ở Argentina và Brasil.
Các môi trường sống tự nhiên của chúng là các khu rừng ẩm ướt đất thấp nhiệt đới hoặc cận nhiệt đới, các khu rừng vùng núi ẩm nhiệt đới hoặc cận nhiệt đới, và sông. Loài này đang bị đe dọa do mất môi trường sống.

## Hình ảnh

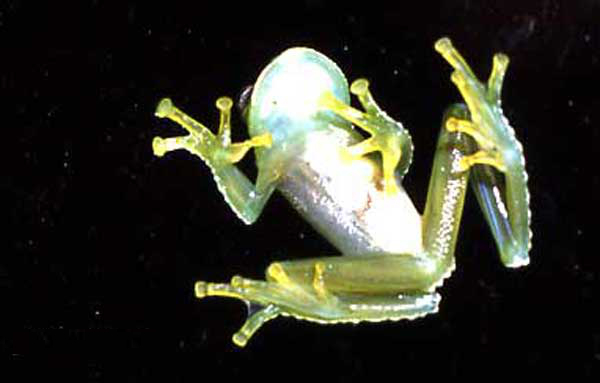
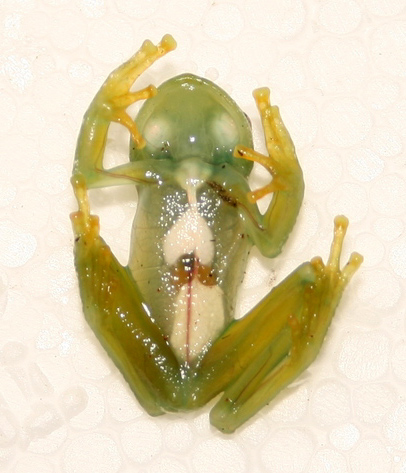
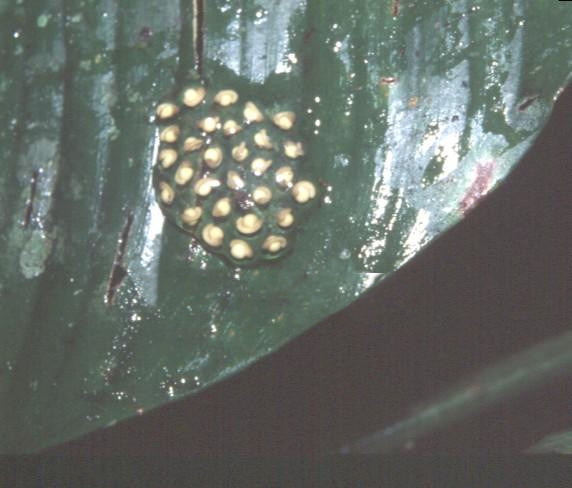

- Tập tin:Tập